# Третье правительство Эхарда (Бавария)
Третье правительство Эхарда (нем. Kabinett Ehard III) — баварское правительство под руководством Ханса Эхарда (ХСС), функционировавшее с 18 декабря 1950 по 14 декабря 1954 года. Было образовано по итогам вторых выборов в баварский ландтаг, прошедших 28 ноября 1950 года, на которых ХСС получил на одно место в ландтаге больше, чем СДПГ, а премьер-министр Г. Эхард вынужден был создавать коалицию СДПГ и ХСС. Это позволяло располагать в ландтаге 127 из 204 голосов. После выборов в ландтаг 1954 года коалиция распалась, ХСС впервые в своей истории стал оппозиционной партией Баварии, а новый кабинет возглавил социал-демократ Вильгельм Хёгнер.

## Состав
Третье правительство Эхарда имело следующий состав:
| Пост                                                | Член правительства                               | Партия | Государственные секретари                                                                                        |
| --------------------------------------------------- | ------------------------------------------------ | ------ | --- |
| Премьер-министр                                     | Ханс Эхард                                       | ХСС    | – |
| Заместитель премьер-министра                        | Вильгельм Хёгнер                                 | СДПГ   | – |
| Министр внутренних дел                              | Вильгельм Хёгнер                                 | СДПГ   | Пауль Нерретер с 3 января 1951 Теодор Оберлендер (дела беженцев) до 24 ноября 1953 Вальтер Штайн (дела беженцев) |
| Министр юстиции                                     | Йозеф Мюллер до 5 июня 1952 Отто Вайнкамм        | ХСС    | Фриц Кох |
| Министр финансов                                    | Рудольф Цорн 3 января — 19 июня 1951 Фридрих Цич | СДПГ   | Рихард Рингельманн                                                                                               |
| Министр экономики до 1 октября 1952                 | Ханнс Зайдель                                    | ХСС    | Вилли Гутсмутс                                                                                                   |
| Министр транспорта до 1 октября 1952                | Ханс Эхард с 9 января 1951                       | ХСС    | Хайнрих Бруннер                                                                                                  |
| Министр экономики и транспорта с 1 октября 1952     | Ханнс Зайдель                                    | ХСС    | Вилли Гутсмутс Генрих Бруннер                                                                                    |
| Министр сельского хозяйства и лесной промышленности | Алоис Шлёгль                                     | ХСС    | Йоханн Мааг |
| Министр образования и культов                       | Йозеф Швальбер до 3 января 1951                  | ХСС    | Эдуард Бреннер с 3 января 1951                                                                                   |
| Министр труда и социального обеспечения             | Рихард Ёксле                                     | СДПГ   | Хайнрих Креле |